# Charles de Lambert (1773-1843)
Pour les autres membres de la famille, voir famille Charles de Lambert.
Pour les articles homonymes, voir Charles de Lambert (homonymie) et Lambert.
Karl Osipovich, comte de Lambert, né à Paris le 15 juillet 1773 et mort le 30 mai 1843 à  Krasnograd, en Ukraine est un militaire français ayant servi dans l'armée russe. Il est notamment connu pour son rôle dans la campagne de Russie.

## Début de carrière
Après la mort de son frère Maurice lors de la bataille de Dubienka en juillet 1792, et en hommage à sa bravoure, Catherine II invite leur père, Henri-Joseph, comte de Lambert et marquis de Saint-Bris, ainsi que Charles, à entrer à son service[réf. nécessaire]. À cette époque, ils étaient déjà émigrés; il fait la campagne de 1792 comme aide de camp de son père dans l'armée des émigrés.
En 1793, il entre au 2e régiment de dragons de Grand Kinburn. En octobre 1794, dans le cadre de la répression de l'Insurrection de Kościuszko, les troupes russes sous le commandement du général Alexandre Souvorov affrontent les insurgés polonais lors de la bataille de Maciejowice et de la bataille de Praga, la banlieue fortement fortifiée de Varsovie.
Ces combats ont lieu après le deuxième partage de la Pologne (1793) et marquent une étape décisive dans l'affaiblissement du Commonwealth polono-lituanien. L'assaut de Praga, particulièrement violent, entraîne des milliers de victimes civiles et accélère la chute de Varsovie, ouvrant la voie au troisième partage de la Pologne (1795), qui met fin à l'existence de l'État polonais.
En 1796, il participe à l'expédition russe en Perse de 1796 sous le commandement de Valérien Zoubov à la tête d'un régiment de cosaques. De retour, il est transféré au régiment des cuirassiers, colonel en 1798. Dans cette même année, il est en disponibilité pour maladie. 1799 le voit de retour au régiment  des cuirassiers sous le commandement de Alexandre Rimski-Korsakov qui part pour la deuxième Coalition en Suisse. Il est blessé à la deuxième bataille de Zurich (25 septembre 1799). Après la victoire française, la Russie se retire. Le territoire de l'ancienne Confédération suisse était sous contrôle français.
Il est élevé au grade de général commande le régiment des cuirassiers de Riazan. En 1800, le régiment est dissout mais lui garde le droit de continuer à porter l'uniforme.

## Montée en grade
L'arrivée sur le trône d'Alexandre Ier de Russie lui permet de devenir commandant des  hussards no 3 de la garde d’Élisabeth en 1802. Il participe à la Quatrième Coalition et se heurte aux Français à Błonie et combat contre Napoléon le 23/24 décembre 1806 à la bataille de Czarnowo. Il est en avant du corps de Alexandre Ostermann-Tolstoï, bouscule des chasseurs, repousse toutes les attaques françaises, en ramenant une unité qui charge à la baïonnette, il est blessé à la jambe. Il reçoit le 3e degré de l'Ordre de St-Georges (no 144) le 31 janvier 1807.

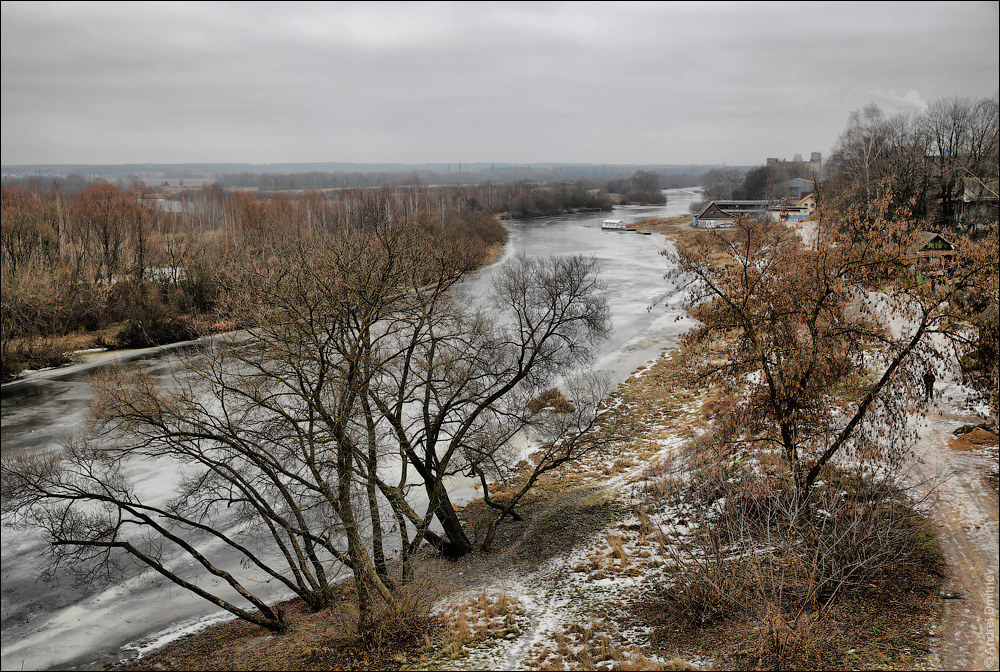
Borisov, Berezina

La bataille de Pulstuk et celle d'Eylau lui permettent de commander trois régiments de dragons et deux de hussards, et lui octroient l'honneur de porter St-Vladimir de troisième classe. À Friedland, Charles de Lambert, qui a sauvé deux batteries abandonnées, se voit distingué de l'Ordre de St-Anne de 1re classe. Le 30 août 1811, il est adjudant-général et commande la 5e division de cavalerie avec laquelle, en 1812, il fait partie de l'armée d'observation d'Alexandre Tormassov d'environ de Loutsk, Volhynie. 
Le 25 juillet, il s'empara de la ville de Brest. Le 27 juillet et le 12 août, il participe aux batailles de Kobryn et Gorodechno. Il s’illustre dans la prise de Minsk en 16 novembre 1812. Le 21 novembre, l'avant-garde de Pavel Tchitchagov sous le commandement du général Lambert, dans une bataille sanglante avec la division Dombrowskis, captura Baryssaw, où Napoléon prévoyait de traverser la Bérézina. Charles de Lambert fut grièvement blessé et passa toute l'année 1813 en soins. Il participe à la bataille de Paris (1814). Il est nommé par le roi Louis XVIII commandeur de l’ordre royal et militaire de Saint-Louis (21 septembre 1815), mais celui-ci l’autorise à retourner en Russie au service de l’empereur Alexandre.  

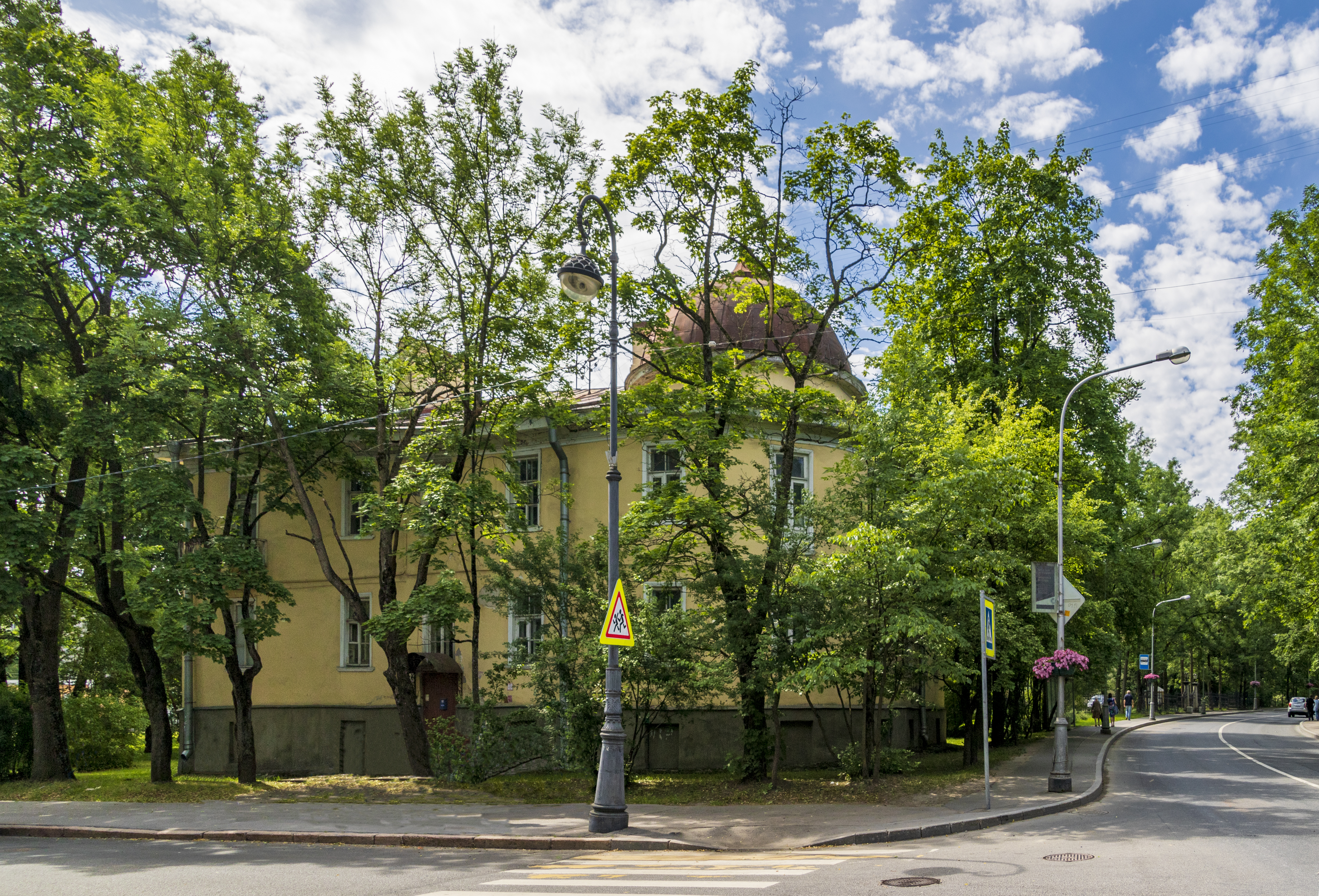
Olenin House (Pouchkine)

Souffrant souvent de ses blessures, il ne joua plus aucun rôle actif dans l'armée. En 1826, il fut nommé sénateur de Sénat dirigeant; il s'installa à Tsarskoïe Selo. La maison de la famille Lambert était située en face de la dacha où les Pouchkine ont vécu pendant l'été 1831.

## Fin de vie
En 1807 il s'est marié Ulyana Mikhailovna Deeva (1791-29.01.1838 à Tsarskoïe Selo). (Son père, Mikhail Ivanovitch Deev, est mort pendant l'Insurrection de Kościuszko en 1794 à Vilnius.) Elle accompagna son mari lors des campagnes de 1812. Lambert se retire près de Konstantinograd, Gouvernement de Poltava; il  a passé les dernières années de sa vie dans la succession de son frère, Yakov Osipovich, où il décède le 30 mai 1843. Son épitaphe : « mourut d'épuisement des balles et de vieillesse »